# Saulos ciklid
Saulos ciklid (Chindongo saulosi eller Pseudotropheus saulosi) är en art av ciklider vars utbredningsområde är Malawisjön i Afrika. Det är en av fler än 700 olika arter av så kallade malawiciklider som lever i sjön, de flesta av dem endemiska. Vuxna exemplar av Saulos ciklid blir endast 8,5 cm långa (honorna ofta något mindre), och de hör således till de minsta arterna av malawiciklider. Den är en populär akvariefisk. I akvarium ska fisken endast hållas med andra ciklider från Malawisjön, med undantag för malar. Temperaturen i akvariet ska ligga mellan 24 och 28 °C, och foder med låg proteinhalt rekommenderas.
I Malawisjön bildas stim ovanför klippig grund.
Arten beskrevs första gången 1990 av den nederländska iktyologen Adrianus F. Konings. Internationella naturvårdsunionen (IUCN) kategoriserar arten globalt som sårbar. Inga underarter finns listade i Catalogue of Life.